# Sheryl Baas
Sheryl Lynn Baas is een Nederlands fotomodel en dj. Ze werd in 2006 verkozen tot Miss Nederland.
Baas heeft een Nederlandse vader en een Filipijnse moeder. Ze ging naar het gymnasium en studeerde onder andere rechten aan de Erasmus Universiteit Rotterdam, maar rondde de studie niet af.
Als vertegenwoordiger van de provincie Zuid-Holland won ze op 22-jarige leeftijd de titel van Miss Nederland 2006. Een jaar later stichtte zij de Sheryl Lynn Foundation om Filipijnse schoolkinderen te kunnen helpen. Tevens zette zij zich in voor Warchild en Stop Aids Now.
Na de Missverkiezing verhuisde Baas naar Canada, waar ze voor Marlies Dekkers een winkelfiliaal opzette.
In 2012 deed ze op 28-jarige leeftijd opnieuw mee aan een schoonheidswedstrijd. Ze won de titel Mrs. Globe 2013.
In 2013 zette Baas zich actief in voor de slachtoffers van de supertyfoon Haiyan door geld in te zamelen en geregeld in de media te verschijnen.
Baas ontving in 2014 de Echo Award voor talentvolle studenten met een migratie-achtergrond die hun studie combineren met maatschappelijke activiteiten. Ze was voor deze prijsvoorgedragen door de Universiteit Leiden, waar ze op dat moment antropologie studeerde. Een jaar later rondde ze deze studie af.
Door haar relatie met een diskjockey werd ze gestimuleerd om als dj aan de slag te gaan. Ze heeft sindsdien gedraaid op het Amsterdam Dance Event (2017) en was werkzaam in een muziekclub op de Filipijnen.
In 2021 kreeg Baas een dochter.